# Jelena Radjenovic
Jelena Radjenovic (Belgrad, 23 de juliol de 1980) és una enginyera bioquímica sèrbia, professora i investigadora de l'Institut Català de Recerca i Estudis Avançats (ICREA) a l'Institut Català de Recerca de l'Aigua de Girona.
Jelena Radjenovic va estudiar Enginyeria Bioquímica i Biotecnologia a la Universitat de Belgrad, on es va graduar el 2004. Es va doctorar el 2009 a la Universitat de Barcelona amb una tesi que analitzava i avaluava l'eliminació dels fàrmacs presents en les aigües residuals i potables amb diversos tractaments, convencionals i avançats. Després de passar cinc anys a Austràlia, en el Centre Avançat de Gestió de l'Aigua (Advanced Water Management Centre), de la Universitat de Queensland, va tornar a Catalunya i des del 2014 és professora i investigadora de l'Institut Català de Recerca i Estudis Avançats (ICREA) a l'Institut Català de Recerca de l'Aigua, a Girona.
Radjenovic ha seguit investigant en la cerca de tractaments de les aigües residuals que aconsegueixin eliminar compostos persistents sense recórrer a productes químics, que podrien ser perjudicials per a la salut. És investigadora principal (lead researcher) del projecte europeu «ELECTRON4WATER - Nanoelectrochemical systems (NES) for distributed water and wastewater treatment», que va rebre una subvenció de gairebé 1,5 milions d'euros de la Comissió Europea. És un projecte de tecnologia puntera l'objectiu del qual és el desenvolupament d'un sistema de depuració de l'aigua que no recorri a productes químics i que sigui alhora més econòmic. Això s'ha aconseguit mitjançant sistemes nanoelectroquímics que es basen en l'òxid de grafè reduït i que estan alimentats per panells fotovoltaics. Aquest sistema elimina compostos persistents com ara els perfluorats, emprats en processos industrials i presents en objectes com ara les paelles antiadherents o la roba de gore tex, i que poden entrar en la cadena tròfica i acumular-se en els lípids; en els humans se n'han detectat en el fetge, el sèrum i la llet materna. A més de no generar els residus que formen els sistemes electrolítics convencionals de depuració de l'aigua, que costen molt d'eliminar és un sistema molt barat: el m2 no arriba a 50 euros, mentre que en els altres sistemes supera els 3.000 euros.
L'any 2019 va ser elegida pel Ministeri de Ciència, Innovació i Universitats espanyol per participar en la trobada «Encuentro con la Ciencia: La investigación española en el siglo xxi» dels reis d'Espanya amb vint científics sènior i júnior d'èxit en l'àmbit estatal.
L'any 2021, li va ser concedit el Premi Nacional de Recerca al Talent Jove que atorguen la Generalitat de Catalunya i la Fundació Catalana per a la Recerca i la Innovació, pel sistema de depuració Electron4water.